# Jeff Buckley
Jeffrey Scott Buckley (Anaheim, 17 de novembre de 1966 - Memphis, 29 de maig de 1997) va ser un cantautor i guitarrista estatunidenc, fill del també músic Tim Buckley.
Conegut per la seva peculiar veu d'almenys quatre octaves i mitja, els crítics van considerar Buckley com un dels artistes més prometedors de la seva generació després de la publicació el 1994 del seu àlbum debut Grace. No obstant això, al cim de la seva popularitat, Buckley va morir ofegat mentre nedava al riu Wolf.
Al febrer de 1993, acabat de signar contracte discogràfic amb Columbia, Buckley entrà a l'estudi Shelter Island Sound de Chelsea (Manhattan) amb diferents instruments i una llista d'una dotzena de peces: el seu representant, Steve Berkowitz, li'l llogà tres dies per a explorar les possibilitats de cara a la gravació del primer disc. El propietari de l'estudi, Steve Addabbo, no l'havia escoltat mai i es limità a sonoritzar-lo sense més afegits que un poc de reverb; quan Buckley començà a cantar, Addabbo exclamà «Holy shit!» El primer dia feu dos o tres preses de cada cançó, però a mesura que se sentí còmode les feu en una passada; quan acabà de gravar el repertori previst, com Berkowitz notà que no les havia cantades com en els concerts, li demanà fer-ne alguna de The Isley Brothers, Curtis Mayfield o Sly and the Family Stone: llavors mamprengué Everyday People. Buckley omplí quatre DAT amb sis hores de gravació inèdites, de les quals nou cançons foren publicades l'any 2016 en el disc You And I, junt amb una versió de Just Like a Woman enregistrada un any més tard en Bearsville Studios de Woodstock (Nova York).
Grace tingué molt d'èxit a França i Austràlia: la gira promocional australiana del setembre de 1995 en locals menuts esdevingué llegendària.
D'ençà, se celebren tres homenatges anuals a Chicago, Nova York i Austràlia, i artistes com Chris Cornell, Hole, Massive Attack (Teardrop), PJ Harvey o Rufus Wainwright li han dedicat cançons.
El 23 d'abril de 2018, l'editorial First Second Books publicà una novel·la gràfica sobre Buckley, amb la col·laboració de Mary Guibert.

## Discografia
| Títol | Data                |
| ----- | ------------------- |
| Grace | 23 d'agost del 1994 |

| Títol                                | Data                    |
| ------------------------------------ | ----------------------- |
| Sketches for My Sweetheart the Drunk | 26 de maig del 1998     |
| Songs To No One 1991-1992            | 15 d'octubre del 2002   |
| The Grace EPs                        | 26 de novembre del 2002 |
| Grace (Legacy Edition)               | 2004                    |
| So Real: Songs from Jeff Buckley     | 22 de maig del 2007     |
| You And I                            | 11 de març del 2016     |

| Títol                          | Data                    |
| ------------------------------ | ----------------------- |
| Live at Sin-é                  | 23 de novembre del 1993 |
| Live from the Bataclan         | 1 d'octibre del 1995    |
| Mystery White Boy              | 9 de maig del 2000      |
| Live a L'Olympia               | 3 de juliol del 2001    |
| The Grace EPs                  | 26 de novembre del 2002 |
| Live at Sin-é (Legacy Edition) | 27 d'agost del 2003     |